# Mogens Lykketoft
Mogens Lykketoft (Copenaghen, 9 gennaio 1946) è un politico danese, presidente del Folketing dal 2011 al 2015.
Nel dicembre 2002 è succeduto al neo Primo Ministro Danese, Poul Nyrup Rasmussen, come leader del Partito Socialdemocratico (Socialdemokraterne).
Nel Governo Rasmussen I, II, III e IV che governo dal 1993 al 2001, egli è stato Ministro delle Finanze e Ministro degli Affari Esteri.
Dopo aver perso le elezioni parlamentari del 2005 ha rassegnato le dimissioni dalla guida del suo partito.

## Carriera

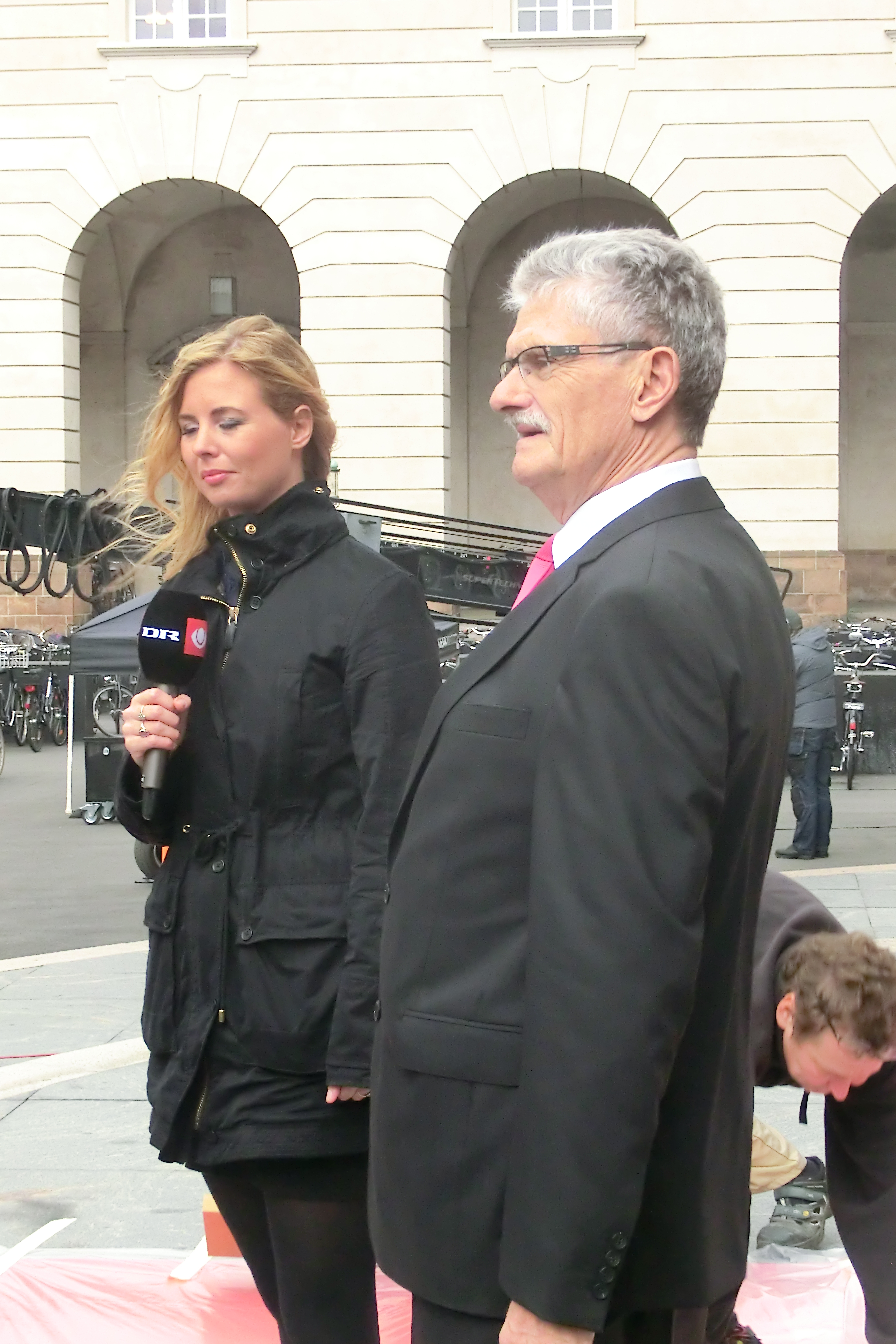
Mogens Lykketoft durante un'intervista

Lykketoft è il figlio del rivenditore di vernice Axel Lykketoft e Martha Lykketoft.
Lykketoft ha ottenuta la laurea in economia alla Università di Copenaghen nel 1971. È stato Ministro degli Affari Esteri dal 21 dicembre 2000 al 27 novembre 2001, Ministro delle Finanze dal 25 gennaio 1993 al 21 dicembre 2000 e Ministro della Tassazione dal 20 gennaio 1981 al 10 settembre 1982.
All'interno del suo partito ha ricoperto le posizioni di portavoce di politica estera a partire dal 2005, presidente del partito dal 2002 al 2005, portavoce per gli affari economici e politici e portavoce politica finanziaria dal 1988 al 1991, il portavoce politico dal 1991 al 1993 e dal 2001 al 2002, ed è stato membro di organismi quali il comitato di Income Tax dal 1975 al 1977, il Consiglio degli Assessori dal 1976 al 1981 e dal 1984 al 1993, presidente del Comitato per gli affari fiscali del Parlamento danese dal 1984 al 1986, del Commercio del Parlamento danese e la commissione Industria dal 1987 al 1988, e del Comitato per gli affari economici e politici del Parlamento danese dal 1988 al 1990. Inoltre, è stato capo del dipartimento presso il Consiglio economico del movimento operaio dal 1975 al 1981.
Il 15 settembre 2011 dopo le elezioni parlamentari del 2011 Lykketoft diventa Presidente del Folketing.

## Pubblicazioni
- Coeditore di programmi principio di funzionamento e. Editor di "Magtspil og Sikkerhed" (Power Play and Security), del 1968, "Kravet om lighed" (La domanda per l'uguaglianza), 1973.
- Autore di "Skattereform '78?" (Riforma fiscale '78?), 1978.
- Coautore di opere come "Anno 2001 - en socialdemokratisk fantascienza" (Anno 2001 - Social Democratic Science Fiction), 1986.
- Autore di "Sans og Samling - en socialdemokratisk krønike" (Ragione e coesione - Una cronaca socialdemocratica), 1994.
- Autore di "Den Danske modello - en europæisk succeshistorie" (il modello danese - un successo europeo), 2006
- "Kina", un libro sulla Cina, coautore insieme con la signora Mette Holm, Gyldendals Forlag 2006.